# 杰克·卡弗蒂
杰克·卡弗蒂（Jack Cafferty，1942年12月14日—），电视政治評論員，節目主持人，任职于CNN每日新闻评论节目Situation Room 主持之一。

## 爭議

### 交通肇事逃逸事件
2003年5月14日，卡弗蒂驾驶其轿车在纽约曼哈顿第九大道撞倒一位骑自行车的人后逃离肇事现场。根据警方的表示，卡弗蒂在逃逸的时候至少闯了两次红灯。事后卡弗蒂表示认罪并被判罚款250美元以及70小时的社区劳动。

### 中國言論爭議
卡弗蒂在2008年4月9日的新聞評論節目《The Situation Room with Wolf Blitzer》發表了一番針對中國的言論：「我们和他们积累数以千亿元的贸易逆差，因为我们不断输入他们含铅的垃圾产品和有毒宠物食品，又将工作转移到你可以给工人一美元月薪的地方。这样就可以制造我们在沃尔玛买到的东西。所以我認為我們和中國的關係大有改變，50年以來，他们都是同一批暴民和惡棍。（这句话被部分媒体翻译为“
过去50年里中国人基本上是暴民和匪徒”）」引起部分華人的抗議，中華人民共和國外交部發言人姜瑜在4月14日的例行記者會称對有關言論震驚及強烈譴責，要求CNN及卡弗蒂提收回有關言論，並向全體中國人民道歉。对此，CNN于4月16日發表聲明說其評論無意傷害中國人民，卡弗蒂所称的「一群无赖和暴徒」指的是中国政府，而非中国人民。4月19日，数千华人在洛杉矶的CNN大楼门前集会抗议卡弗蒂以及CNN对中国的报导及评论。同日，在亚特兰大的CNN总部门前也有较小规模的抗议。

## 外部連結
- 杰克·卡弗蒂在互联网电影资料库（IMDb）上的資料（英文）
- 杰克·卡弗蒂簡介 （页面存档备份，存于） CNN
- In the Money （页面存档备份，存于） CNN
- The Official Campaign to Give Jack Cafferty a Show